# Всемирная встреча на высшем уровне по вопросам информационного общества
Всемирная встреча на высшем уровне по вопросам информационного общества (англ. World Summit on the Information Society) — двухэтапный саммит по вопросам Информационно-коммуникационных технологий и информационного общества, прошедший в 2003 в Женеве и в 2005 — в Тунисе. Одна из целей — ликвидация цифрового неравенства путём расширения доступа к Интернету в бедных странах. На этих конференциях был провозглашён как праздник Всемирный день электросвязи и информационного общества.

## История
Следуя предложению Туниса, сделанному на полномочной конференции МСЭ 1998 года в Миннеаполисе, МСЭ одобрил резолюцию № 73 по созыву саммита по вопросам информационного общества и подал её в ООН. В 2001 саммит было решено провести в 2 этапа: 10-12 декабря 2003 в Женеве и 16-18 ноября 2005 в Тунисе. 21 декабря 2001 Генассамблея ООН одобрила резолюцию 56/183 о саммите по вопросам информационного общества, увязав её с Декларацией тысячелетия и ЦРТ.
В 2003 в Женеве делегаты из 175 стран приняли декларацию принципов для построения информационного общества. По планам к 2015 50 % населения Земли должно было иметь доступ в Интернет. Вопросы регулирования Интернета и финансирования этого процесса остались нерешёнными. Была сформирована Рабочая группа по управлению Интернетом.
В 2005 прошёл второй этап саммита, окончившийся принятием Тунисского обязательства и Тунисской повестки по информационному обществу. Был создан en:Internet Governance Forum. Ассоциация прогрессивных коммуникационных технологий, пролоббировавшая его создание, также призвала к интернационализации ICANN, защите прав человека, касающихся Интернета, на международном уровне, обеспечению универсального доступа в Интернет и увеличению участия развивающихся стран в этих процессах.